# Сарвари, Асадулла
Асадулла Сарвари (пушту اسد الله سروري‎, род. 1941 г.) — афганский государственный, партийный и политический деятель, член Политбюро ЦК НДПА, начальник Управления по защите интересов Афганистана (АГСА) (1978—1979), заместитель председателя Революционного совета, заместитель премьер-министра (1980), посол Демократической республики Афганистан в Монголии и Южном Йемене.

## Биография

### Начало карьеры
Асадулла Сарвари родился в 1941 году в таджикской семье в Газни. Был одним из первых офицеров афганской армии, получивших образование в СССР. Специальность — «пилот боевого вертолёта». С 1967 года участвовал в деятельности фракции «Хальк» нелегальной марксистской Народно-Демократической партии Афганистана. Являлся убеждённым сторонником лидера «Хальк» Нур Мохаммада Тараки. Афганский историк Хасан Какар считает, что он был самым радикальным и авантюрным из всех лидеров «Хальк».
В июле 1973 года Сарвари, вместе с другими офицерами марксистских взглядов, участвовал в свержении последнего афганского монарха Захир Шаха. В результате к власти пришел двоюродный брат короля, экс-премьер Мохаммад Дауд. С лета по осень 1973 года являлся комендантом Кабула, затем до 1976 года — начальником административного управления ПВО.

### Начальник АГСА (ХАД) и дипломат
После Саурской революции был назначен в 1979 году главой афганской разведывательной службы. На посту главы ХАД принимал участие в пытках экс-министра планирования и члена фракции «Парчам» Султана Али Кештманда, будущего премьер-министра Афганистана.
Во время конфликта между лидерами «Хальк» Нур Мохаммадом Тараки и Хафизуллой Амином, Сарвари стал в оппозицию последнему. В середине сентября резидентура КГБ СССР получила достоверную информацию о намерении Амина физически расправиться со своими политическими оппонентами – Ватанджаром, Гулябзоем и Сарвари. A. M. Пузанову поручалось предоставить убежище сторонникам Тараки (Сарвари, Ватанджару, Маздурьяру и Гулябзою); они прибыли в посольство, где были взяты под опеку советских спецслужб, а затем нелегально вывезены из страны в Москву. Вместе с тем 14 сентября 5 членов политбюро (включая Сарвари) и Н. М. Тараки были освобождены от всех постов (Тараки позднее убит). Генеральным секретарём стал Амин.
16 сентября под председательством министра иностранных дел и члена политбюро ЦК Шах Вали прошёл чрезвычайный пленум ЦК НДПА, на котором было принято решение исключить из партии Сарвари вместе с Ватанджаром, Маздурьяром и Гулябзоем как «террористическую группу, действовавшую под руководством Н. М. Тараки, за совершение антинародных деяний». В октябре на совещании послов социалистических стран министр иностранных дел Шах Вали заявил, что четвёрка членов ЦК НДПА (Сарвари, Ватанджар, Маздурьяр и Гулябзой) с весны 1979 года стала организовывать заговор против Амина, пытаясь вначале добиться его отстранения с поста главы правительства и вывода его из состава политбюро ЦК НДПА, а затем физически устранить его, устроив несколько покушений на его жизнь. Шах Вали также рассказал, что заговорщики после провала заговора укрылись в советском посольстве и оттуда пытались установить контакт с некоторыми частями кабульского гарнизона с целью поднять их против Амина, но им это не удалось сделать.
В ночь с 24 на 25 декабря Сарвари, Ватанджар и Гулябзой, а также группа лидеров фракции “Парчам” (Бабрак Кармаль, Анахита Ратебзад и др.) тайно вернулись в Афганистан. Спустя два дня Амин погиб в ходе штурма спецподразделениями КГБ и советской армии президентского дворца Тадж-Бек. Его сменила администрация Бабрака Кармаля, немедленно освободившая из тюрьмы содержавщуюся там супругу А. Сарвари, Сорейю, активистку женского движения страны. После ввода советских войск в Афганистан, в соответствии с решением правительства Кармаля, Сарвари стал заместителем премьер-министра, но вскоре был удалён из правительства и 17 августа 1980 года назначен послом в Монголии, затем, с 1984 по 1988 годы, работал послом в Южном Йемене. 11 июля 1981 года он был выведен из состава политбюро ЦК НДПА, а 10 июля 1986 года — из состава членов ЦК НДПА. Входил в руководящее ядро Организации единства народа Афганистана, которая возникла в 1988 году.

### Последние годы
В 1990 году самовольно прибыл в Индию, однако, вскоре вернулся домой. В 1992 году, после падения коммунистического режима и прихода к власти моджахедов, был арестован службой безопасности Ахмад Шаха Масуда.
26 декабря 2005 года начался суд над Асадуллой Сарвари, которого обвинили в участии в необоснованных арестах, пытках и массовых убийствах сотен противников коммунистического режима во время его пребывания в качестве главы афганской разведки. На первом заседании процесса он отверг выдвинутые против него обвинения, заявив, что рассматривает их как политический заговор. 23 февраля 2006 года суд приговорил его к смертной казни, что вызвало аплодисменты и крики «Аллах Акбар» присутствующих в зале суда людей, чьи родственники бесследно исчезли. Главный судья Абдул Басит Бахтияри заявил: «Учитывая улики, мы приговариваем вас, Сарвари, к смерти за убийство сотен людей в коммунистических тюрьмах, находившихся в вашем подчинении». Асадулла Сарвари сказал суду, что «Правительство в это время было огромным механизмом, и я был только частью этого механизма». Он был оправдан по второму обвинению в попытке организовать восстание против правительства моджахедов в начале 1990-х. Международная амнистия назвал процесс над Сарвари чрезвычайно несправедливым и по мнению правозащитной организации он далеко не соответствовал международным стандартам справедливого судебного разбирательства. В октябре 2008 года Военный апелляционный суд Афганистана приговорил его к 19 годам тюремного заключения.
В январе 2017 года Сарвари вышел из тюрьмы.